# Neosepicaea
Die Neosepicaea sind eine Pflanzengattung innerhalb der Familie der Trompetenbaumgewächse (Bignoniaceae). Die etwa vier Arten sind in Australasien beheimatet.

## Beschreibung

### Vegetative Merkmale
Neosepicaea-Arten sind Lianen. Die Rinde sind unbehaart bis fein behaart. 
Die gegenständig angeordneten Laubblätter sind einen relativ langen Blattstiel und eine Blattspreite gegliedert. Die unpaarig gefiederte Blattspreite besteht aus drei oder fünf Fiederblättern.

### Generative Merkmale
Die end- oder seitenständigen Blütenstände sind Thyrsen und enthalten Tragblätter sowie vielen Blüten.
Die zwittrigen Blüten sind zygomorph und fünfzählig mit doppelter Blütenhülle. Die fünf Kelchblätter sind becherförmig bis glockenförmig verwachsen. Die braune, rote oder orange- bis rosafarbene Krone ist kurz glockenförmig und oft gebogen. Die vier fertilen Staubblätter stehen nicht über die Krone hinaus. Die Staubbeutel sind unbehaart, ihre Theken streben auseinander. Neben den Staubblättern wird ein Staminodium gebildet. Der Fruchtknoten ist langgestreckt, mit feinen Schuppen bedeckt und enthält je Fruchtknotenkammer eine Vielzahl von Samenanlagen. Der Fruchtknoten steht auf einem becherförmigen Blütenboden.
Der Kelch kann an der Frucht beständig sein oder aber vorher abfallen. Die gestielte, mit feinen Schuppen besetzte Kapselfrüchte sind langgestreckt-linealisch geformt und besitzen einen drehrunden Querschnitt. Die Fruchtklappen sind unbehaart. Die Samen sind rechteckig und mit einem dünnen Flügel versehen.

## Systematik und Verbreitung
Die Gattung Neosepicaea wurde 1922 mit der Erstbeschreibung von Neosepicaea viticoides Diels durch Ludwig Diels in Botanische Jahrbücher für Systematik, Pflanzengeschichte und Pflanzengeographie, Band 57, Seite 500 aufgestellt. Synonyme für Neosepicaea Diels sind: Haussmannia F.Muell., Haussmannianthes Steenis. Die Gattungsnamen Haussmannia und Hausmannianthes ehren den französischen Juristen und Politiker Georges-Eugène Haussmann (1809–1891).
Die Gattung Neosepicaea gehört zur Tribus Tecomeae innerhalb der Familie Bignoniaceae.
Die Arten der Gattung Neosepicaea kommen in Neuguinea und in Queensland vor.
Die Gattung Neosepicaea enthält etwa vier Arten:
- Neosepicaea aurantiaca (Diels) Steenis: Dieser Endemit kommt nur im östlichen Neuguinea vor.[2]
- Neosepicaea jucunda (F.Muell.) Steenis: Sie kommt nur im australischen Bundesstaat Queensland vor.[2]
- Neosepicaea leptophylla (Blume) Steenis: Sie kommt in Neuguinea vor.[2]
- Neosepicaea viticoides Diels: Sie kommt in Neuguinea und Queensland vor.[2]